# Kîselivka, Ripkî
Kîselivka (în ucraineană Киселівка) este un sat în comuna Novi Iarîlovîci din raionul Ripkî, regiunea Cernihiv, Ucraina.

## Demografie
Componența lingvistică a localității Kîselivka
     Ucraineană (95%)
     Rusă (5%)
Conform recensământului din 2001, majoritatea populației localității Kîselivka era vorbitoare de ucraineană (95%), existând în minoritate și vorbitori de rusă (5%).